# Scaphoideus nigrivalveus
Scaphoideus nigrivalveus är en insektsart som beskrevs av Li och Wang. Scaphoideus nigrivalveus ingår i släktet Scaphoideus och familjen dvärgstritar. Inga underarter finns listade i Catalogue of Life.